# Toulouse FC
Toulouse Football Club je francuski nogometni klub iz Toulousea. Domaće utakmice igraju na stadionu Municipal koji prima 33.150 gledatelja. Njegovo prvo ime bijaše  Union Sportive de Toulouse. Svoj put po državi počeli su 1982. godine, a svoju prvu utakmicu zabilježili su minimalnom pobjedom. 
U europskim natjecanjima sudjelovali su samo 4 puta. Najviše su pamtili Ligu prvaka 2008. godine, i sljedeće sezone Europsku ligu. Nakon što je klub bankrotirao 2001. godine, klub je preuzeo Olivier Sadran koji je platio dug kluba, i krenuo u lov na igrače. Prvi igrači u tom dobu što su došli u klub su bili: Fabien Barthez, Cédric Carrasso, Achille Emana, Jérémy Mathieu, André-Pierre Gignac, kojima je Toulouse bio odskočna daska u karijeri. 

## Stadion
Toulouse igra na stadionu koji se nalazi u centru grada, a ime mu je Stadium Municipal.
Stadion je izgrađen 1937. godine, i ima kapacitet od 33.150 sjedećih mjesta.
Njihov stadion bio je korišten za vrijeme SP-u 1998. godine.

## Boje
Ljubičasta boja znači na njihovim majicama Grad ljubičica, roza boja na njihovim grbu znači sjećanje na njihov prošli grb, a križ na njihovom grbu znači simbol njihove pokrajine Okcitanije.

## Trofeji
- Ligue 2:
  - Prvaci (3) : 1953., 1982., 2003.

- Coupe de France:
  - Pobjednici (1) : 1957.

## Vanjske poveznice
- Službena stranica